# Beach Volleyball
Beach Volleyball (Power Spike Pro Beach Volleyball en Amérique du Nord) est un jeu vidéo de sport (beach-volley) développé par Carapace et édité par Infogrames, sorti en 2000 sur Windows, PlayStation et Game Boy Color. Le jeu s'appelle Beach 'n Ball sur Game Boy Color.

## Système de jeu
Le jeu permet d'incarner l'un des vingt joueurs de beach volley professionnels suivants :
Hommes
- Guilherme Marques
- Rogerio Ferreira
- John Child
- Mark Heese
- Martin Laciga
- Paul Laciga
- Rob Heidger
- Kevin Wong
- Sinjin Smith
- Carl Henkel

Femmes
- Kerri Pottharst
- Natalie Cook
- Kathy Tough
- Janette Solecki
- Rebekka Kadijk
- Debora Schoon Kadijk
- Linda Hanley
- Gabrielle Reece
- Liz Masakayan
- Elaine Youngs

## Accueil
- IGN : 7,1/10 (PC)[1] - 6,5/10 (PS)[2]